# Viken en Holmsveden
Viken en Holmsveden (Zweeds: Viken och Holmsveden) is een småort in de gemeente Ljusdal in het landschap Hälsingland en de provincie Gävleborgs län in Zweden. Het småort heeft 104 inwoners (2005) en een oppervlakte van 69 hectare. Eigenlijk bestaat het småort uit twee plaatsen: Viken en Holmsveden. De plaatsen liggen aan het langgerekt meer Hennan en in de buurt van de plaats is een plaats te vinden die speciaal is ingericht om te kunnen zwemmen in dit meer.

## Verkeer en vervoer
Bij de plaats loopt de Riksväg 83.
De plaats liggen zonder een station aan de spoorlijn Ånge - Storvik.